# Dirty Vegas
Dirty Vegas er en prisvindende britisk house trio. Gruppen blev dannet i 2001 hvorefter de brød op i 2005. I 2008 blev gruppen gendannet for igen at indspille nyt materiale. 
Dirty Vegas er bedst kendt for deres internationale hit "Days Go By". 
Gruppen har desuden remixet singler for en række artister. 
Deres selvbetitlede debutalbum udkom i 2002. 